# Чарыев, Теймур Аликович
Теймур Аликович Чарыев (туркм. Teýmur Alikowiç Çaryýew; род. 26 ноября 2000, Мары) — туркменский футболист, полузащитник клуба «Торпедо-БелАЗ» и национальной сборной Туркменистана.

## Карьера

### «Абдыш-Ата»
В 2019 году начал выступать за туркменский клуб «Энергетик». В марте 2023 года присоединился к киргизскому клубу «Абдыш-Ата». Дебютировал за клуб 8 марта 2023 года в матче за Суперкубок Кыргызстана, где уступили клубу «Алай». Первый матч в чемпионате за клуб сыграл 2 апреля 2023 года в матче против клуба «Талант», выйдя на замену на 64 минуте. Дебютным забитым голом за клуб отличился 8 апреля 2023 года против клуба «Джалал-Абад». Вместе с клубом стал серебряным призёром Кубка Кыргызстана, где в финале 16 сентября 2023 года уступил клубу «Джалал-Абад», в котором отличился забитым голом. В сентябре 2023 года вместе с клубом отправился на матчи Кубка АФК. Первый матч на турнире сыграл 21 сентября 2023 года против туркменского клуба «Алтын Асыр». Вместе с клубом стал чемпионом киргизской Премьер-лиги. По итогу группового этапа Кубка АФК клуб занял первое место и вышел в раунд плей-офф.
Новый сезон начал с четвертьфинального матча Кубка АФК, где 6 марта 2024 года сыграл против тайваньского клуба «Тайчжун Футуро», выйдя на поле в стартовом составе и отличившись также забитым голом. Первый матч в чемпионате сыграл 29 марта 2024 года против клуба «Алай», выйдя на поле в стартовом составе. Вместе с клубом дошёл до полуфинала Кубка АФК, где уступили австралийскому клубу «Сентрал Кост Маринерс». Первым забитым голом в чемпионате отличился 8 августа 2024 года в матче против клуба «Мурас Юнайтед». В финале Кубка Кыргызстана 15 сентября 2024 года вместе с клубом уступили клубу «Мурас Юнайтед». Вскоре, в матче за Суперкубок Кыргызстана, который прошёл 20 октября 2024 года, вместе с клубом уже победили «Мурас Юнайтед» и стали обладателем титула. По итогу сезона вместе с клубом также стали чемпионами Премьер-лиги. Всего за сезон отличился 4 забитыми голами во всех турнирах. По окончании сезона покинул клуб.

### «Торпедо-БелАЗ»
В феврале 2025 года на правах свободного агента присоединился к белорусскому клубу «Торпедо-БелАЗ». Дебютировал за клуб 4 апреля 2025 года в матче против клуба «Слуцк-2024», выйдя на замену на 73 минуте. Вместе с клубом вышел в финал Кубка Беларуси, в полуфинальных матчах победив «МЛ Витебск». В финале Кубка Беларуси вместе с клубом уступили гродненскому «Неману» и стал серебряным призёром турнира. В июле 2025 года вместе с клубом отправился на квалификационные матчи Лиги конференций УЕФА. Первый матч в рамках еврокубкового турнира сыграл 10 июля 2025 года против северомакедонского клуба «Работнички», выйдя на замену на 67 минуте. По итогу второго квалификационного раунда Лиги конференций УЕФА вместе с клубом уступили израильскому «Маккаби» Хайфа, завершив своё выступление на еврокубковом турнире.

## Международная карьера
В мае 2022 года получил вызов в молодёжную сборную Туркменистана до 23 лет для участия в молодёжном чемпионате Азии. Дебютировал за сборную 1 июня 2022 года в матче против Узбекистана. Дебютный гол за сборную забил в своём следующем матче 4 июня 2022 года против сборной Ирана. Вместе со сборной занял второе место в группе и вышел в раунд плей-офф, где 11 июня 2022 года уступил сборной Австралии.
В июне 2023 года получил вызов в национальную сборную Туркменистана для участия в Кубке наций ФАЦА. Дебютировал за сборную 11 июня 2023 года в матче против сборной Таджикистана. Дебютный гол за сборную забил 12 сентября 2023 года в товарищеском матче против сборной Бахрейна.

## Достижения
«Абдыш-Ата»
- Чемпион Кыргызстана (2): 2023, 2024
- Обладатель Суперкубка Кыргызстана: 2024